# Christian Bach
Adela Christian Bach Adamowa de Zurita  (Buenos Aires, 9 de maio de 1959 – Los Angeles, 26 de fevereiro de 2019) foi uma atriz e produtora de telenovelas mexicana-argentina. Foi Casada com o ator mexicano Humberto Zurita com quem teve dois filhos Sebastián Zurita e Emiliano Zurita.

## Biografia
Após estudar e se formar em Direito, ela se mudou para o México para se tornar atriz e se tornou conhecida graças ao produtor Ernesto Alonso. Começou a trabalhar tendo  pequenos papéis na televisão e no cinema, onde sua voz era dublada para ocultar seu acento argentino. Obteve um pequeno papel na telenovela Los ricos también lloran no ano de 1979, que foi protagonizada por Rogelio Guerra e Verónica Castro.
Quatro anos mas tarde, Christian obteve um papel principal na telenovela Bodas de odio em 1983 atuando com os atores Miguel Palmer e Frank Moro. No ano de 1986 co-protagonizou com Humberto Zurita a telenovela De pura sangre mesmo ano em que se casaram.
Dez anos mas tarde o casal Zurita-Bach decidiu formar sua própria empresa de produção chamada Zuba producciones, como produtores foram responsáveis pelo grande sucesso a telenovela Cañaveral de pasiones de 1996, onde seu filho Sebatián atuou pela primeira fez ainda criança, eles então deixam a Televisa para trabalhar na TV Azteca. Dois anos mais tarde produzem duas telenovelas, La chacala e Azul Tequila, uma produção onde atuaram Bárbara Mori e Mauricio Ochmann.
Depois de nove anos de ausência, Christian regressou à TV Azteca para gravar a telenovela Vidas Robadas ao lado de Carla Hernandez e Andres Palacios onde da vida antagonista da história "Maria Julia Fernandez Vidal" em seu terceiro papel antagônico depois das telenovelas Soledad e La Chacala. Em 2013 foi a vilã principal de La patrona, sucesso da Telemundo. Em 2014 interpretou a vilã Raquel Altamira em sua última telenovela, La impostora, onde contracenou com seu filho Sebastián Zurita, que também fez o papel de seu filho na telenovela.
Bach faleceu em 26 de fevereiro de 2019 devido a insuficiência respiratória. Sua morte foi anunciada em 1º de março devido ao desejo da atriz de manter assuntos pessoais em sigilo.

## Telenovelas

### Como atriz
- La impostora (2014) .... Raquel Altamira vda. de León
- La patrona (2013) .... Antonia Guerra vda. de Vidal
- Vidas robadas (2010) .... María Julia Echeverría de Fernández-Vidal / María Emilia Echeverría
- Agua y aceite (2002) .... Julieta
- La chacala (1997-1998) .... Gilda Almada / Liliana Almada / La Chacala / Delia de Almada
- La antorcha encendida (1996) .... María Ignacia "La Güera" Rodríguez
- Bajo un mismo rostro (1995) .... Irene Saldívar Teodorakis
- Atrapada (1991-1992) .... Camila Montero
- Encadenados (1988-1989) .... Catalina Valdecasas
- De pura sangre (1985-1986) .... Florencia Duarte Valencia
- Bodas de odio (1983-1984) .... Magdalena Mendoza
- El amor nunca muere (1982) .... Cecilia De Toledo-Murat Montero
- Soledad (1980-1981) .... Consuelo "Chelo" Sánchez Fuentes
- Colorina (1980) .... Peggy
- Verónica (1980) .... María Teresa Oropeza Maldonado
- Los ricos también lloran (1979-1980) .... Joanna Smith

### Como produtora
- Alma quemadora (2010)
- Angel Rebelde (2004)
- Agua y aceite (2002)
- La calle de las novias (2000)
- El candidato (1999)
- Azul tequila (1998)
- La chacala (1998)
- Cañaveral de pasiones (1996)
- Bajo un mismo rostro (1995)

## Filmes

### Como atriz
- Me olvidarás (2009)
- Deseo (2009) como Señora
- Retazos de Vida ([2008) como Rafaela Marti
- El hombre de blanco (1992) como Erika
- Yo, tú, el, y el otro (1992)
- Soy libre (1991)
- Gavilán o paloma (1985) como Anel
- La venganza del lobo negro (1985)
- Brigada en acción (1977)

### Como produtora
- Educación sexual en breves lecciones (1994)
- La baronesa (1993)
- Besame en la boca (1994)

## Séries
- Matriarcas como produtora para TV Azteca

## Prêmios e nomeações

### Prêmios TVyNovelas México
| Ano  | Prêmio            | Categoria                 | Telenovela     | Resultado |
| ---- | ----------------- | ------------------------- | -------------- | --------- |
| 1989 | TVyNovelas México | melhor atriz protagonista | Encadenados    | Venceu    |
| 1989 | TVyNovelas México | melhor atriz protagonista | De pura sangre | Indicado  |
| 1984 | TVyNovelas México | melhor atriz protagonista | Bodas de odio  | Venceu    |